# Kirza

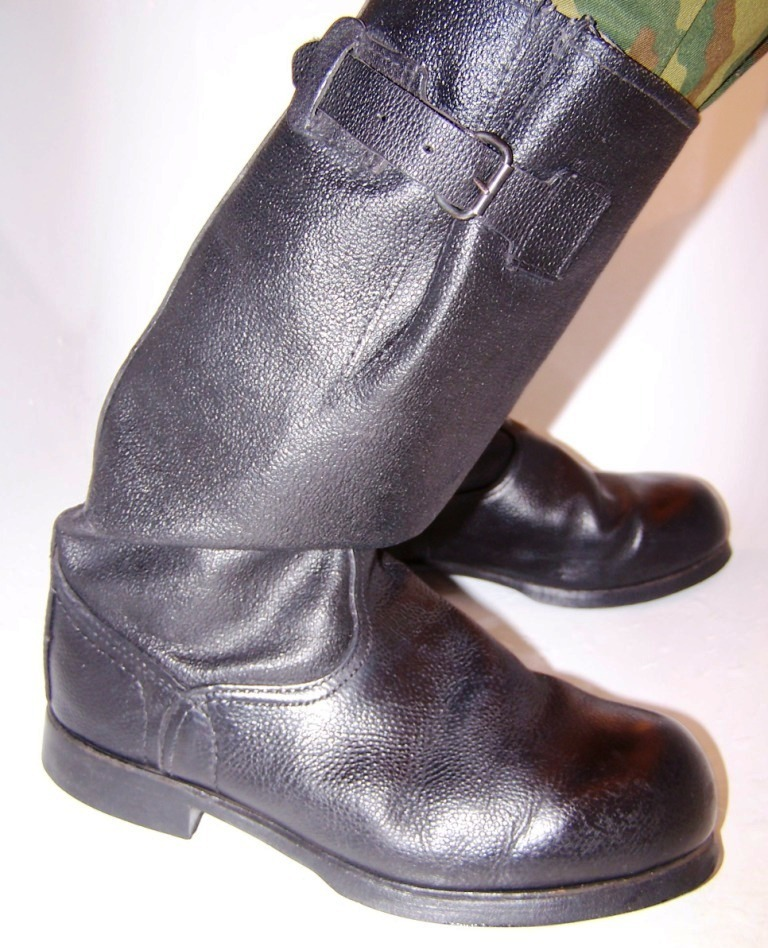
Buty z kirzy

Kirza (ros. Кирза) – materiał skóropodobny, którego nazwa wzięła się od fabryki Kirowskij zawod, w której był głównie wytwarzany. 

## Opis
W Związku Radzieckim i Rosji kirza wykorzystywana była do wyrobów między innymi pasów, szelek, uprzęży oraz butów. W warunkach wojennych w których skóra była dobrem reglamentowanym była masowo stosowana do produkcji butów wojskowych oraz ładownic amunicyjnych. Znana i stosowana była już w czasie wojny rosyjsko-japońskiej (1904–1905). 
Kirza charakteryzuje się dużą wytrzymałością i często łączona była z tkaninami takimi jak filc oraz parta, stanowiąc ich wierzchnie zabezpieczające oraz wzmacniające okrycie. Niemieckim, używanym w celach wojennych odpowiednikiem kirzy był tak zwany pressstoff.